# La pianiste
La pianiste (conocida en España y en México como La pianista y en el resto de Hispanoamérica como La profesora de piano) es una película franco-austríaca de drama psicológico del 2001,  dirigida por Michael Haneke y protagonizada por Isabelle Huppert, Annie Girardot y Benoît Magimel. El guion, escrito por el propio Haneke, es una adaptación de la novela homónima de Elfriede Jelinek, obra destacada de esta autora que ganó el Premio Nobel de Literatura en el 2004. Narra la historia de una profesora de piano soltera (Huppert) en un conservatorio de Viena , que vive con su madre (Girardot) en un estado de desequilibrio emocional y sexual, quien entabla una relación sadomasoquista con su alumno (Magimel). 
Se trata de coproducción entre Francia y Austria , Haneke tuvo la oportunidad de dirigir después de que los intentos previos de adaptar la novela de los cineastas Valie Export y Paulus Manker fracasaran por razones financieras. Se estrenó el 14 de mayo de 2001 en el Festival de Cannes, donde consiguió el Gran Premio del Jurado y su pareja protagonista fue galardonada con los dos premios a la mejor interpretación.

## Sinopsis
Erika Kohut es profesora de piano en un prestigioso conservatorio de Viena. Vive con su madre, una mujer dominante que controla asfixiantemente todos sus movimientos y con quien mantiene una relación de amor-odio con aristas violentas. Bajo su aspecto serio y disciplinado, Erika mantiene ocultos comportamientos sexuales de naturaleza kinky. Tras escucharla tocar en un concierto privado, el joven Walter Klemmer busca seducirla y ella le propone mantener una relación BDSM consensuada, pero él rechaza la relación consensual por considerarla una patología y pocos días después procede a violarla.

## Reparto
- Isabelle Huppert: Erika Kohut.
- Annie Girardot: madre de Erika.
- Benoît Magimel: Walter Klemmer.
- Susanne Lothar: la señora Schober.
- Anna Sigalevitch: Anna Schober.
- Udo Samel: Mr. Blonskij.

## Producción

### Casting
Haneke ya había contactado con Huppert para protagonizar su película Funny Games (1997), pero ella la rechazó por otro conflicto profesional. Cuando Haneke le dijo que no dirigiría La pianista sin ella, Huppert leyó el guion por encima y se dio cuenta de su potencial. Comentó que había estudiado piano de niña y lo dejó a los 15 años, pero que volvió a tocar para la película.
Jeanne Moreau iba a interpretar a la madre del personaje de Huppert en la película, pero lo rechazó diez días antes de comenzar el rodaje. El papel quedó finalmente para Annie Girardot, quien recibió el César a la mejor actriz secundaria. Nuevamente Girardot actúa como la madre de Huppert en una película desde Docteur Françoise Gailland (1977).

### Rodaje
El rodaje comenzó el 21 de agosto de 2000 y finalizó el 28 de octubre de 2000.
Para la escena en la que Erika se corta en la bañera, se usaron tubos y una bomba para la sangre falsa, que el atrezo tuvo que ocultar a la cámara bajo la mirada de Huppert. Huppert también llevaba una bolsa de sangre debajo de la ropa para la escena del apuñalamiento, tomada de la novela. Benoît Magimel estudió piano durante el rodaje para simular de forma convincente sus escenas de interpretación al final de la producción, mientras se reproduce la música. La actriz Susanne Lothar actuó en alemán, pero sus líneas se doblaron al francés en la coproducción.

## Reconocimiento

### Crítica

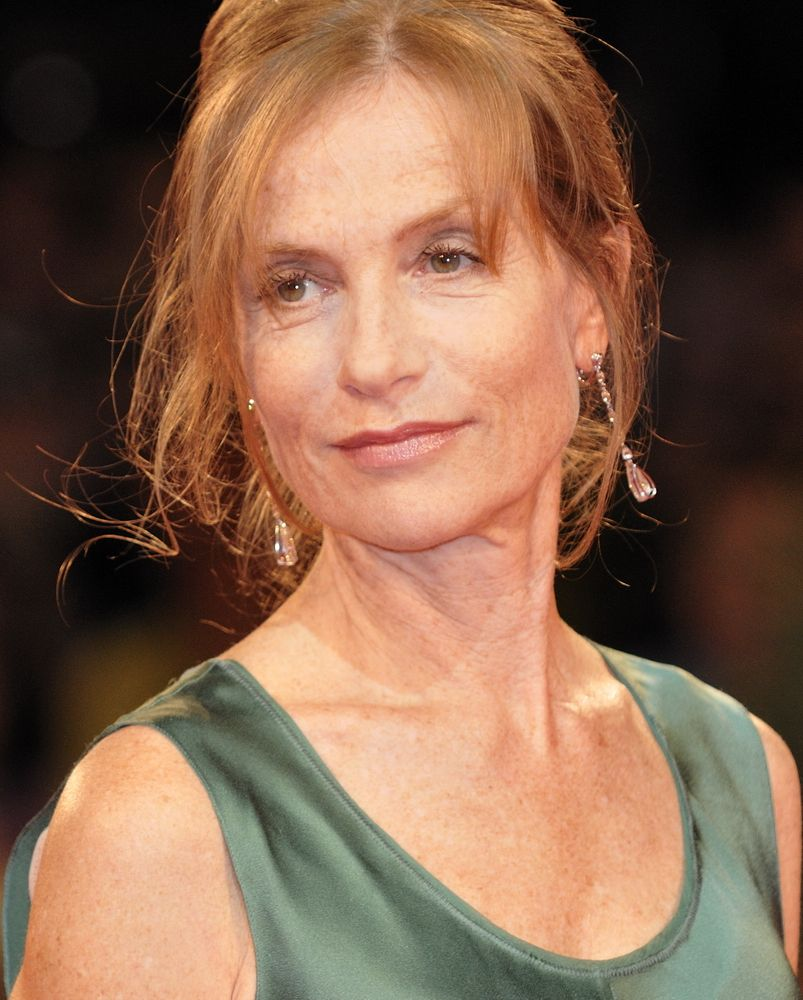
La interpetación de Isabelle Huppert le valió elogios de la crítica y numerosos reconocimientos como ser el Premio del Cine Europeo a la Mejor Actriz y el Premio del Festival de Cannes a la Mejor Interpretación Femenina.

En el agregador de reseñas Rotten Tomatoes, la película tiene un índice de aprobación del 73% basado en 89 reseñas, con una calificación promedio de 7.00/10. El consenso crítico del sitio web dice: "Aunque es una visualización bastante desagradable, la película es un drama psicosexual fascinante y poderoso". Roger Ebert le otorgó tres estrellas y media, citando la confianza de Huppert, escribiendo sobre indicios de venganza contra el personaje de The Mother y defendiendo el final, diciendo que "con una película como esta, cualquier final convencional sería una evasión". Peter Bradshaw le dio crédito a Haneke por su aptitud para crear una "inquietud estresante" y a Huppert por "el desempeño de su carrera". elogió la película como "audazmente brillante".
En 2017, el crítico de Los Angeles Times, Justin Chang, calificó La pianista como el mejor trabajo de Huppert en una película de Haneke y «un logro importante en una tonalidad inquietantemente menor». Mick LaSalle, del San Francisco Chronicle, describió a Huppert como «una rica encarnación de una mujer que podríamos ver en la calle y nunca adivinar que contiene fuegos, terremotos e infiernos», comparándola con su actuación en la película Elle de 2016.

### Premios y nominaciones
| Fecha              | Premio                                       | Categoría                                | Receptor(es)                   | Resultado |
| ------------------ | -------------------------------------------- | ---------------------------------------- | ------------------------------ | --------- |
| Mayo de 2001       | Festival de Cannes                           | Palma de Oro                             | Michael Haneke                 | Nominada  |
| Mayo de 2001       | Festival de Cannes                           | Gran Premio del Jurado                   | Michael Haneke                 | Ganadora  |
| Mayo de 2001       | Festival de Cannes                           | Mejor actor                              | Benoît Magimel                 | Ganador   |
| Mayo de 2001       | Festival de Cannes                           | Mejor actriz                             | Isabelle Huppert               | Ganadora  |
| Diciembre de 2001  | Premios del Cine Europeo                     | Mejor película                           | Veit Heiduschka                | Nominada  |
| Diciembre de 2001  | Premios del Cine Europeo                     | Mejor guion                              | Michael Haneke                 | Nominada  |
| Diciembre de 2001  | Premios del Cine Europeo                     | Mejor actriz                             | Isabelle Huppert               | Ganadora  |
| Diciembre de 2001  | Premios del Cine Europeo                     | Premio de la audiencia al mejor director | Michael Haneke                 | Nominado  |
| Diciembre de 2001  | Premios del Cine Europeo                     | Premio de la audiencia al mejor actor    | Benoît Magimel                 | Nominado  |
| Diciembre de 2001  | Premios del Cine Europeo                     | Premio de la audiencia a la mejor actriz | Isabelle Huppert               | Nominada  |
| Diciembre de 2001  | Festival de Camerimage                       | Rana de oro a la mejor fotografía        | Christian Berger               | Nominada  |
| 2001               | Gremio ruso de críticos de cine              | Mejor película extranjera                |                                | Ganadora  |
| 2001               | Gremio ruso de críticos de cine              | Mejor actriz extranjera                  | Isabelle Huppert               | Ganadora  |
| Febrero de 2002    | Premios BAFTA                                | Mejor película de habla no inglesa       | Veit Heiduschka Michael Haneke | Nominada  |
| marzo de 2002      | Premios César                                | Mejor actriz                             | Isabelle Huppert               | Nominada  |
| marzo de 2002      | Premios César                                | Mejor actriz secundaria                  | Annie Girardot                 | Ganadora  |
| Mayo-junio de 2002 | Festival Internacional de Cine de Seattle    | Mejor actriz                             | Isabelle Huppert               | Ganadora  |
| Junio de 2002      | Premios del Cine Alemán                      | Mejor película extranjera                | Michael Haneke                 | Ganadora  |
| Julio de 2002      | Festival de Cine de Pula                     | Mejor actriz - Película extranjera       | Isabelle Huppert               | Ganadora  |
| 2002               | Círculo de Críticos de Cine de San Francisco | Mejor actriz                             | Isabelle Huppert               | Ganadora  |
| Enero de 2003      | Online Film Critics Society Awards           | Mejor actriz                             | Isabelle Huppert               | Nominada  |
| Febrero de 2003    | Robert Festival                              | Mejor película no estadounidense         |                                | Nominada  |
| Marzo de 2003      | Premio Bodil                                 | Mejor película no estadounidense         |                                | Nominada  |
| Marzo de 2003      | Premio Chlotrudis                            | Mejor película                           |                                | Nominada  |
| Marzo de 2003      | Premio Chlotrudis                            | Mejor director                           | Michael Haneke                 | Nominado  |
| Marzo de 2003      | Premio Chlotrudis                            | Mejor actriz                             | Isabelle Huppert               | Ganadora  |
| Marzo de 2003      | Premio Chlotrudis                            | Mejor guion adaptado                     | Michael Haneke                 | Nominado  |
| Marzo de 2003      | Premios Independent Spirit                   | Mejor película en lengua no inglesa      |                                | Nominada  |